# Saab J 21
 (juillet 2019).
Pour les articles homonymes, voir J21.
Le Saab J 21 était un avion de chasse conçu par la Suède pendant la Seconde Guerre mondiale. Il vola pour la première fois en 1943, fut introduit en décembre 1945, et fut construit à 298 exemplaires.
Le Saab J 21 était d'une configuration inhabituelle car il utilisait une hélice propulsive, entraînée par un moteur Daimler-Benz DB 605B. L'armement comprenant un canon de 20 mm et quatre mitrailleuses de 13 mm, se retrouvait ainsi concentré dans la pointe avant du fuselage. L'usage d'une hélice à l'arrière provoqua la nécessité de concevoir un siège éjectable, pour garantir la survie du pilote, lors de l'évacuation de l'appareil. Cette invention ne fut cependant pas brevetée par les Suédois, ce qui entraîna quelques problèmes juridiques, lorsque Lockheed déposa un brevet pour une réalisation similaire.
Après la fin de la guerre, l'avion fut redessiné pour embarquer un turboréacteur britannique de Havilland Goblin 3, donnant naissance au Saab J 21R, qui vola en 1947, devenant le premier avion à réaction suédois. Il fut rapidement supplanté comme chasseur par le Saab J 29 Tunnan, qui vola moins d'un an après, et fut dès lors affecté à l'attaque au sol.
Les derniers Saab J 21 quittèrent le service actif en 1957.

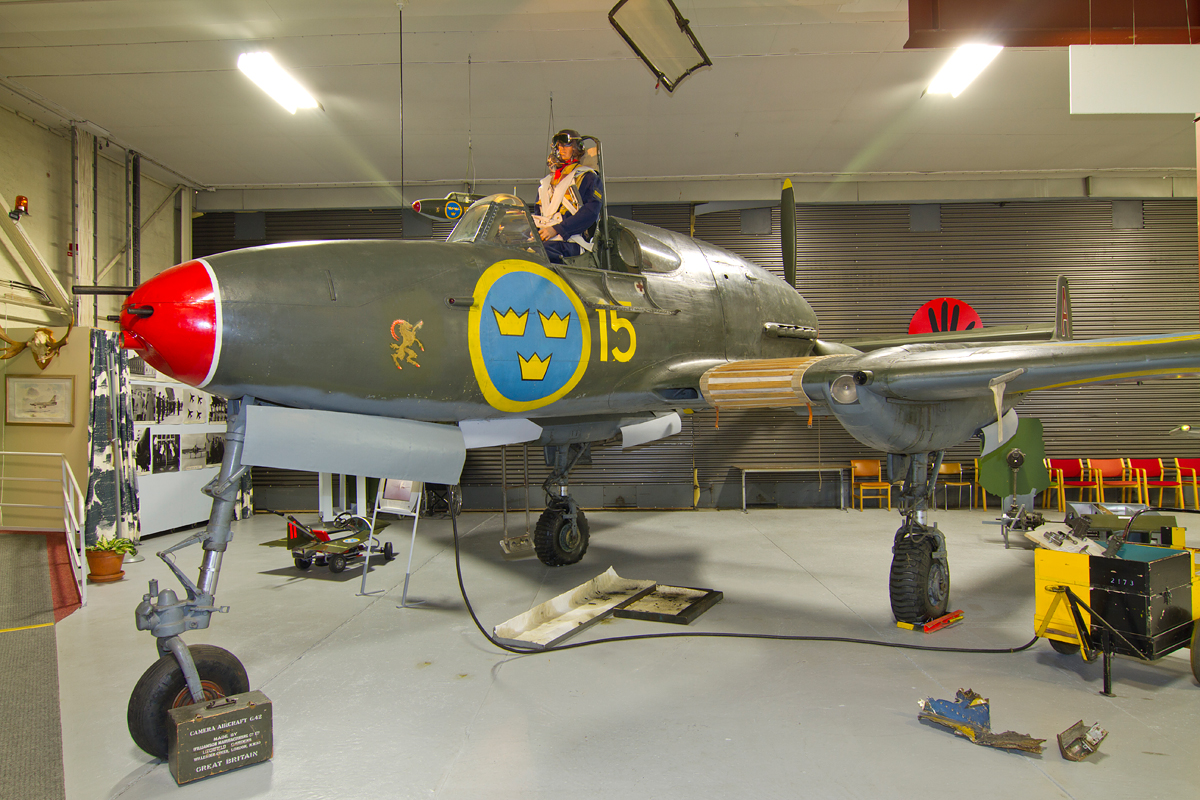
SAAB A21A-3 au Söderhamn /F15 Aviation Museum, Söderhamn, Suède

## Variantes
- J 21A-1 version à moteur à pistons DB 605B et canon Hispano-Suiza
- J 21A-2 version à moteur à pistons DB 605B et canon Bofors
- A 21A-3 version d'attaque
- J 21R version à turboréacteur
- A 21R dérivé d'attaque au sol, du J 21R de 1954

### Développement lié
- Saab 21R

### Ordre de désignation
Saab B3 - Saab B5 - Saab 17 - Saab 18 - Saab 21 - Saab 29 - Saab 32 - Saab 35 - Saab 37 - Saab 39